# Manacor
Manacor är en kommun i Spanien. Den ligger i den autonoma regionen Balearerna i östra delen av landet. Antalet invånare är 47 777 (2024). Arean är 260,31 kvadratkilometer. Manacor gränsar till Sant Llorenç des Cardassar, Petra, Vilafranca de Bonany och Felanitx. 
Utöver Manacor är Porto Cristo kommunens största ort med cirka 7 000 invånare.
Manacor är ändstation för Mallorcas järnväg.

## Kända personer från Manacor
- Antoni Maria Alcover i Sureda, författare
- Elena Gómez, gymnast
- Miguel Ángel Nadal, fotbollsspelare
- Rafael Nadal, tennisspelare